# Irredentismo ungherese

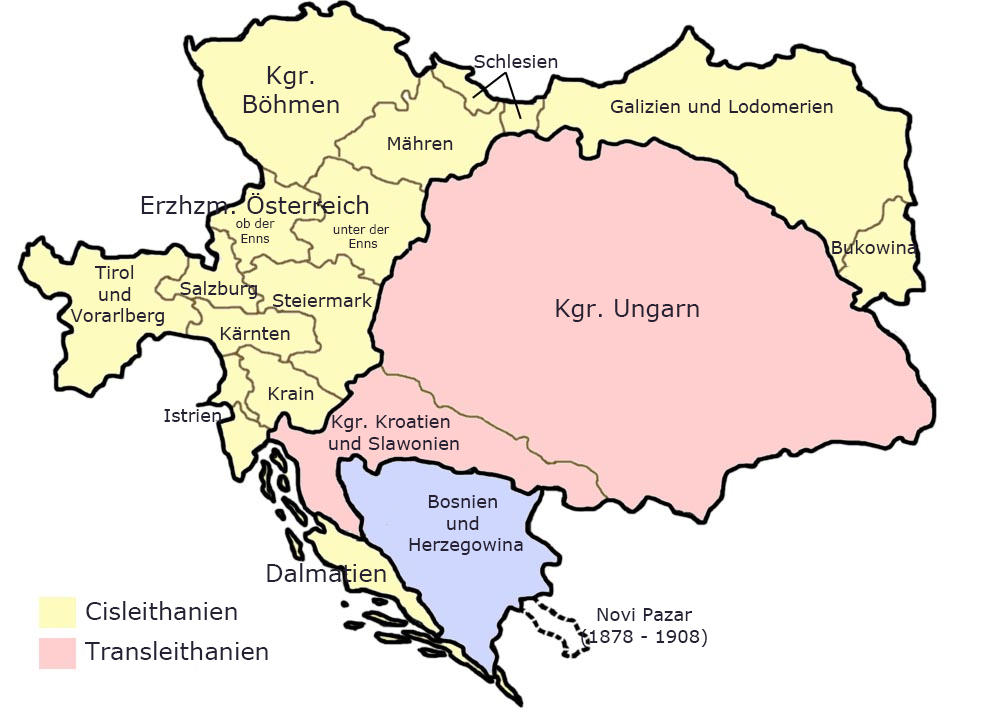
In rosa il regno d'Ungheria alla vigilia dell'inizio della Grande Guerra

L'irredentismo ungherese fu un movimento storico sorto in Ungheria tra le due guerre mondiali, che mirava a revisionare il trattato del Trianon del 1920, in nome dell'ideale della Grande Ungheria.

## Cause

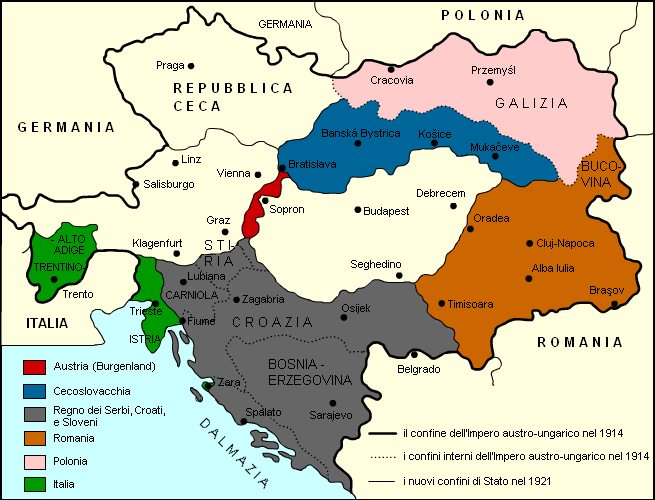
Territori persi dall'ex Austria-Ungheria a Trianon

Dopo la Prima guerra mondiale, l'Austria-Ungheria si era smembrata nelle due repubbliche di Austria e Ungheria. Mentre la prima dovette riconoscere la cessione di alcuni territori a Italia e Polonia, oltre a riconoscere l'indipendenza di Cecoslovacchia e Jugoslavia, il Regno d'Ungheria, che durava da più di mille anni, fu sostituito da una repubblica e dovette cedere moltissimi territori, perdendo il plurisecolare accesso al Mar Mediterraneo. Inoltre, la Transilvania, abitata da tre milioni di ungheresi, si unì alla Romania, mentre la Slovacchia, abitata da un milione di ungheresi, si unì a Boemia e Moravia, formando la Cecoslovacchia.
Con il trattato del Trianon, l'Ungheria divenne dunque il paese più pesantemente ridimensionato dopo la fine della Prima guerra mondiale, con mutilazioni territoriali a vantaggio di tutti i paesi vicini (odierne Austria, Slovacchia, Ucraina, Romania, Serbia, Croazia, Slovenia), pari alla perdita del 72% del proprio territorio nazionale e a una riduzione della popolazione da 20,8 milioni a 7 milioni di abitanti.

## Il primo dopoguerra

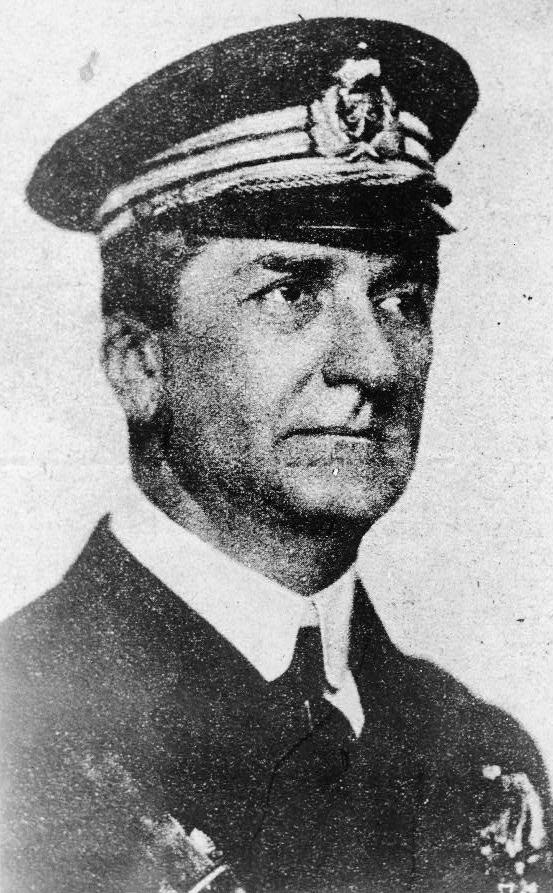
Miklós Horthy

Nel 1920, Miklós Horthy venne eletto reggente di un monarca che non sarà mai eletto e, un passo alla volta, assunse poteri sostanzialmente dittatoriali. La salita al potere di Horthy è considerata la data d'inizio dell'irredentismo ungherese. Nel 1921, Cecoslovacchia, Romania e Jugoslavia costituirono la Piccola Intesa, per difendersi dal revisionismo magiaro e della restaurazione del potere degli Asburgo.

## Verso il secondo conflitto mondiale: la riannessione di parte della Slovacchia

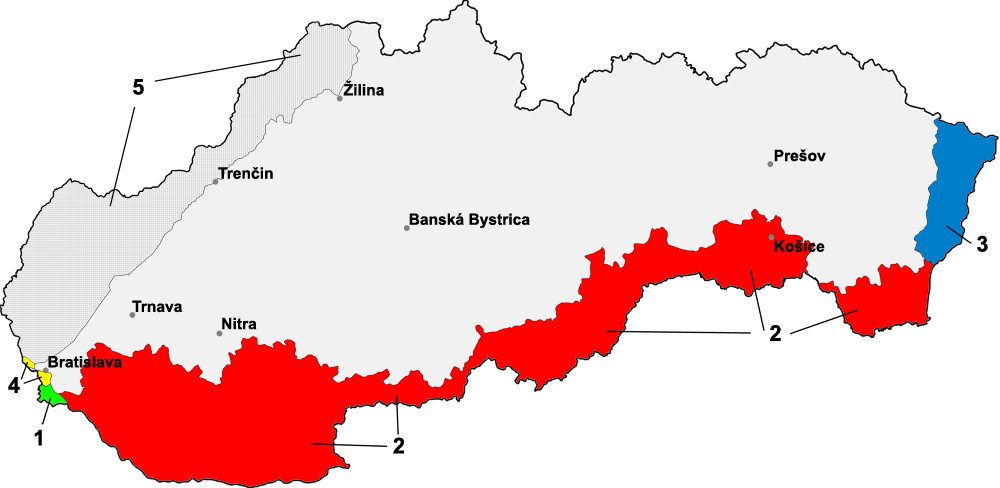
In rosso e blu le zone cedute dalla Slovacchia, riconquistate all'Ungheria

Fino al 1938 non vennero avanzate richieste, ma la fine dell'Austria, unita alla Germania di Hitler e la Conferenza di Monaco che assegnò i Sudeti ai tedeschi, risvegliarono l'irredentismo. In seguito alla costituzione della Slovacchia di Jozef Tiso alleata della Germania nazista, Horthy ordinò l'invasione del sud del paese. Sebbene fosse compiuta da oltre 50.000 soldati, l'invasione si svolse senza spargimento di sangue. Il conflitto fu risolto diplomaticamente con il Primo arbitrato di Vienna: la Slovacchia fu obbligata a cedere la Transcarpazia e vaste zone meridionali all'Ungheria.

## Seconda guerra mondiale

### Dalla neutralità al Secondo arbitrato di Vienna
Dichiaratasi neutrale all'inizio del conflitto, l'Ungheria si appoggiò alle Potenze dell'Asse nella primavera del 1940. Veniva tradizionalmente considerata la quarta tra tutte le citate potenze, la terza in Europa dopo Germania e Italia. Dopo l'ultimatum di Mosca alla Romania e la successiva invasione e annessione della Bessarabia, della Bucovina settentrionale e del Territorio di Hertza da parte dell'Unione Sovietica, anche l'Ungheria si mosse cominciando a reclamare la restituzione da parte della Romania della Transilvania. Sotto la regia della Germania, si arrivò ad una soluzione di compromesso. L'annessione all'Ungheria della Transilvania settentrionale, con capoluogo Kolozsvár, in romeno Cluj-Napoca, fu ratificata dal Secondo arbitrato di Vienna del 30 agosto 1940.

### L'Operazione Barbarossa

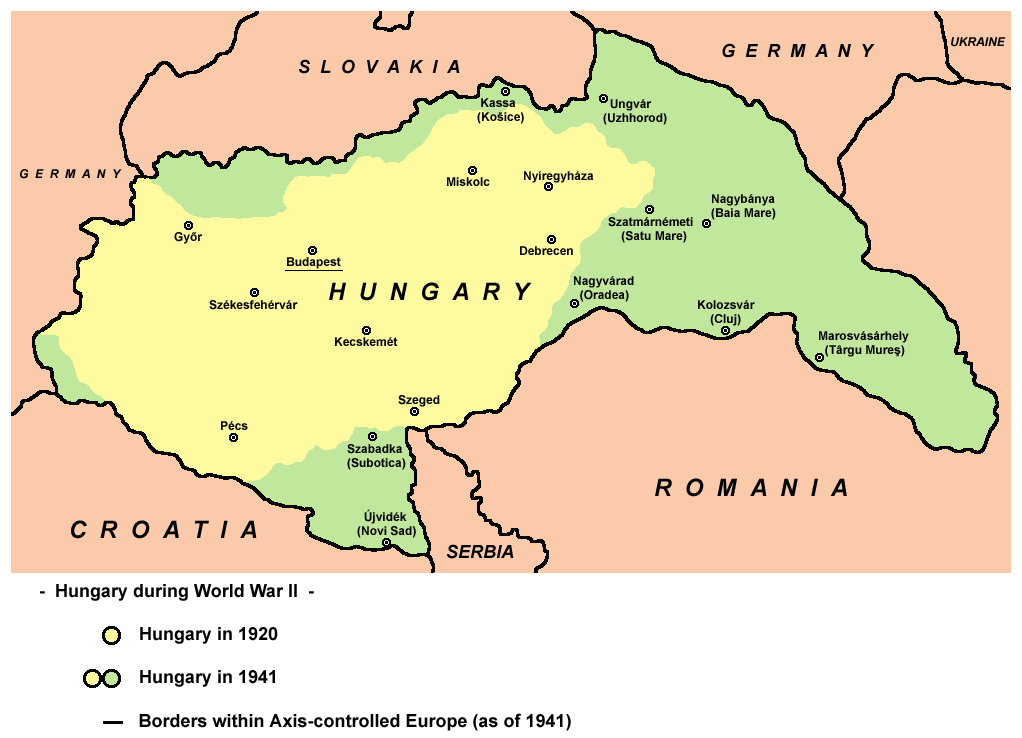
L'Ungheria prima dell'operazione "Barbarossa"

L'Ungheria recuperò territori anche dalla Jugoslavia occupata e si dichiarò favorevole all'invasione dell'URSS, inviando un contingente di 178.000 uomini. Nonostante fossero abituate a combattere in climi rigidi, le truppe di Horthy furono decimate da malattie, freddo e combattimenti. Solo nella Battaglia di Stalingrado perirono 50.000 ungheresi, e in totale 98.000 persone non fecero più ritorno alle loro case, morte o fatte prigioniere dall'Armata Rossa.

### La caduta di Horthy e l'invasione russa
Dopo la ritirata dell'Asse dall'Unione Sovietica, l'Armata Rossa invase l'Ungheria. Horthy venne rovesciato e costretto alla fuga. Fu proclamata la repubblica popolare, subito contrastata dai tedeschi, i quali la invasero nel tentativo effimero di riportare Horthy al potere. Con la sconfitta dell'Asse e di Horthy ebbe così fine l'irredentismo ungherese ufficiale.

## Le condizioni di pace
Tuttavia, la "Grande Ungheria" della Seconda guerra mondiale finì ufficialmente solo nel 1947, con il Trattato di Parigi, con il quale cedette tutti i territori ottenuti, oltre a piccole compensazioni territoriali (tre villaggi ungheresi) in favore della Cecoslovacchia; la Transcarpazia invece venne annessa dall'Unione Sovietica nella stessa circostanza.